# Meridian (comics)
Pour les articles homonymes, voir Meridian.

Meridian est un comics publié par CrossGen, scénarisé par Barbara Kesel et dessiné par Joshua Middleton puis Steve McNiven, qui dura 44 épisodes. 

## Synopsis
La série met en scène la jeune Sephie, princesse de Meridian, une île volante, vivant sur Demetria : un monde basé sur le commerce entre ces îles, la surface de la planète étant quasiment inhabitable.
À la suite de l'apposition de la marque du Sigil sur son front, et au décès de son père, qui aurait dû être le détenteur de la marque, elle va devoir lutter contre son oncle Ilahn, le dirigeant de Cadador, une cité rivale, qui a lui aussi reçu une marque.
Sous la surveillance de la Muse de Giatan, une créature mystérieuse qui est en fait l’envoyée des puissances à l'origine de sa marque, elle va prendre la tête d'un mouvement de résistance à la puissance de son oncle, tout en gérant tant bien que mal sa vie privée.